# Moulin d'Altembrouck
Le moulin d'Altembrouck, moulin d'Altenbroek,  ou Molenhoeve plus tard connu sous le nom Huis Born, était un moulin à eau sur la Noor près du lieu dit d'Altembrouck à Fouron-le-Comte dans la région des Fourons, dans le Limbourg belge. Le moulin à eau est situé sur la rue Weg op Altembrouck nord à l'extérieur du village au nord-ouest du château d'Altembrouck.
C'était le moulin à eau du domaine du château. La ferme n'a plus ni de roue hydraulique ni rien de l’installation intérieure et est utilisée comme maison de vacances sous le nom de Huis Born.
Le moulin était un moulin hydraulique et servait pour moudre de la farine.

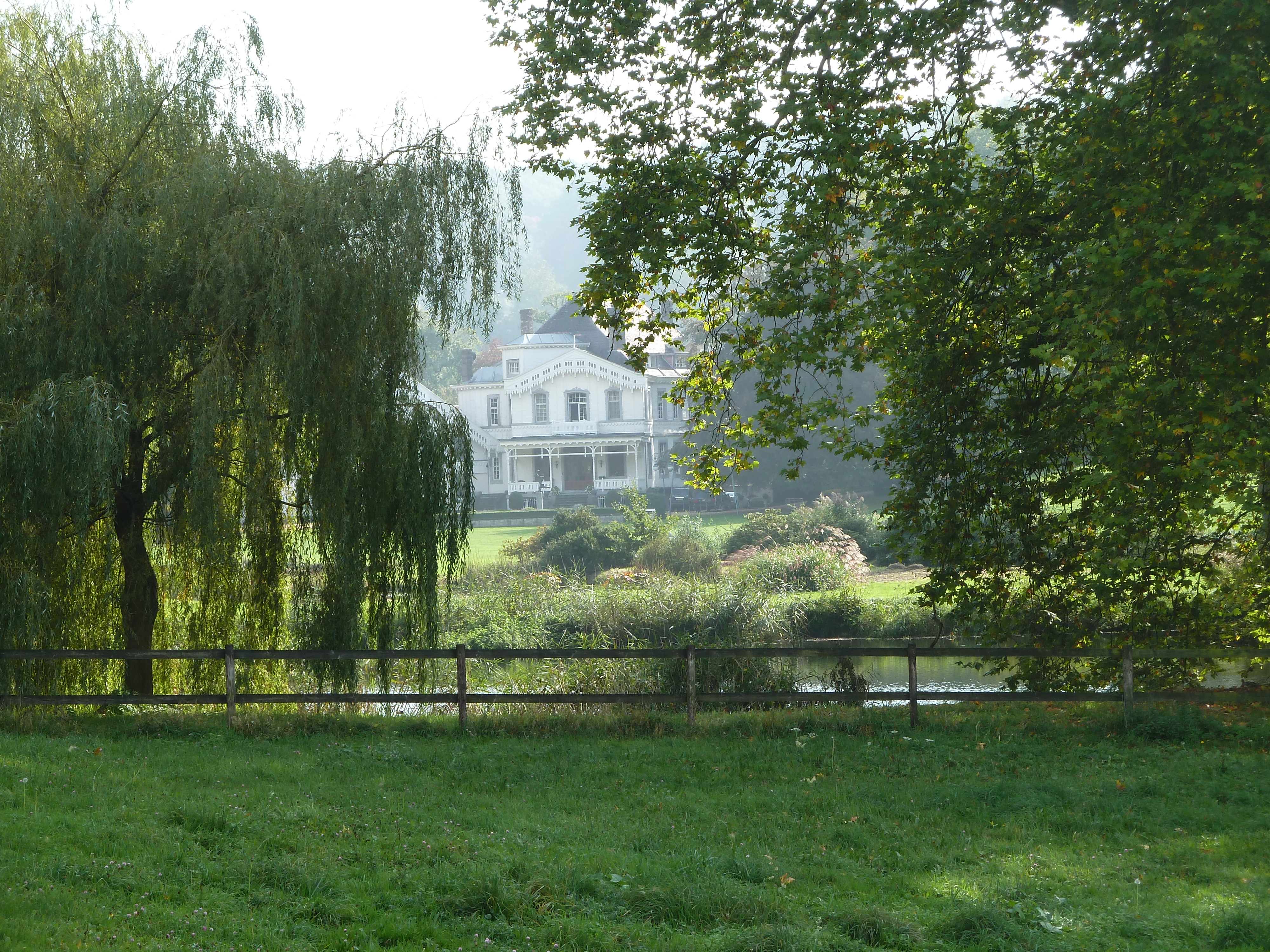
Château d'Altembrouck et le moulin
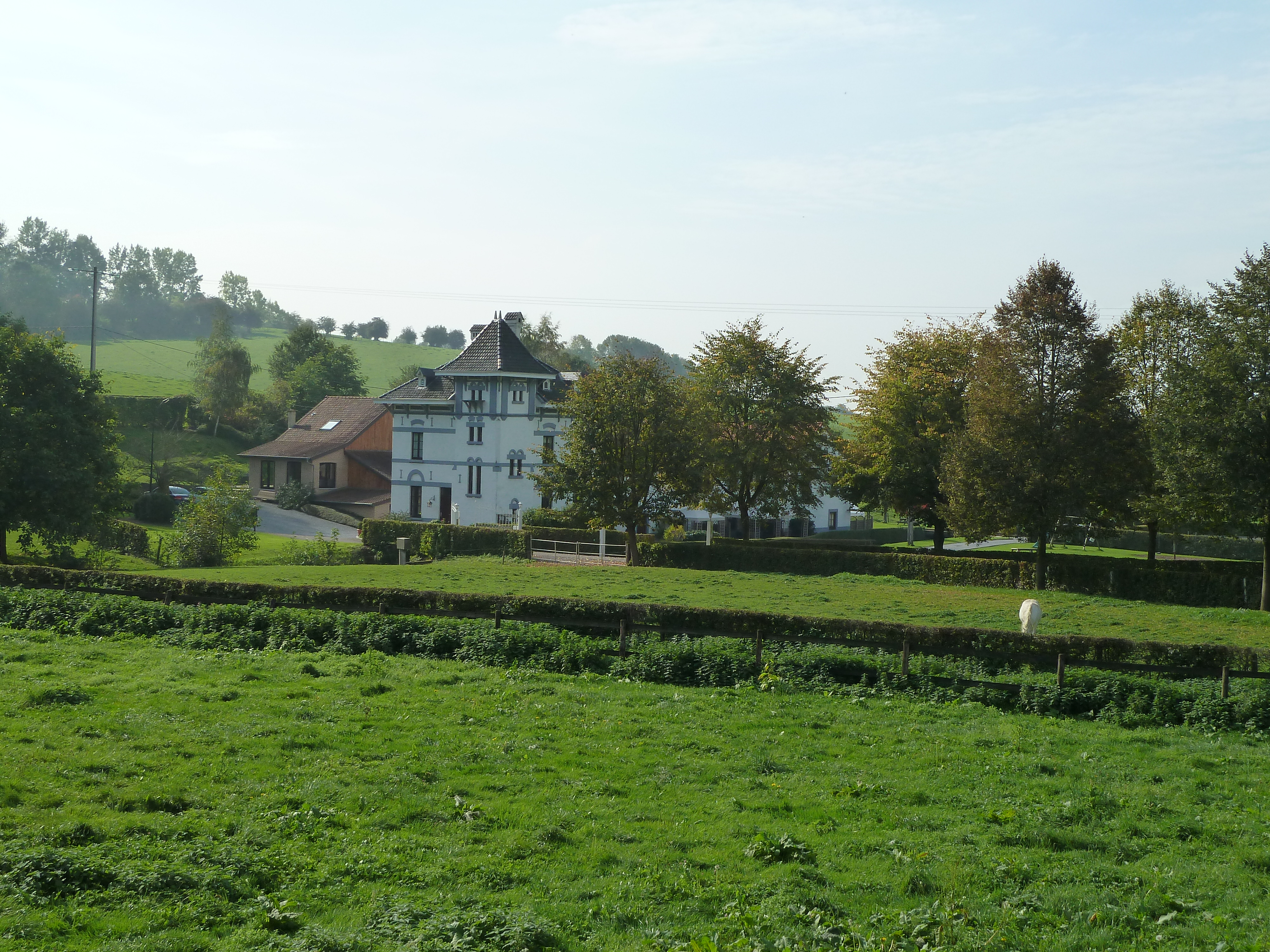
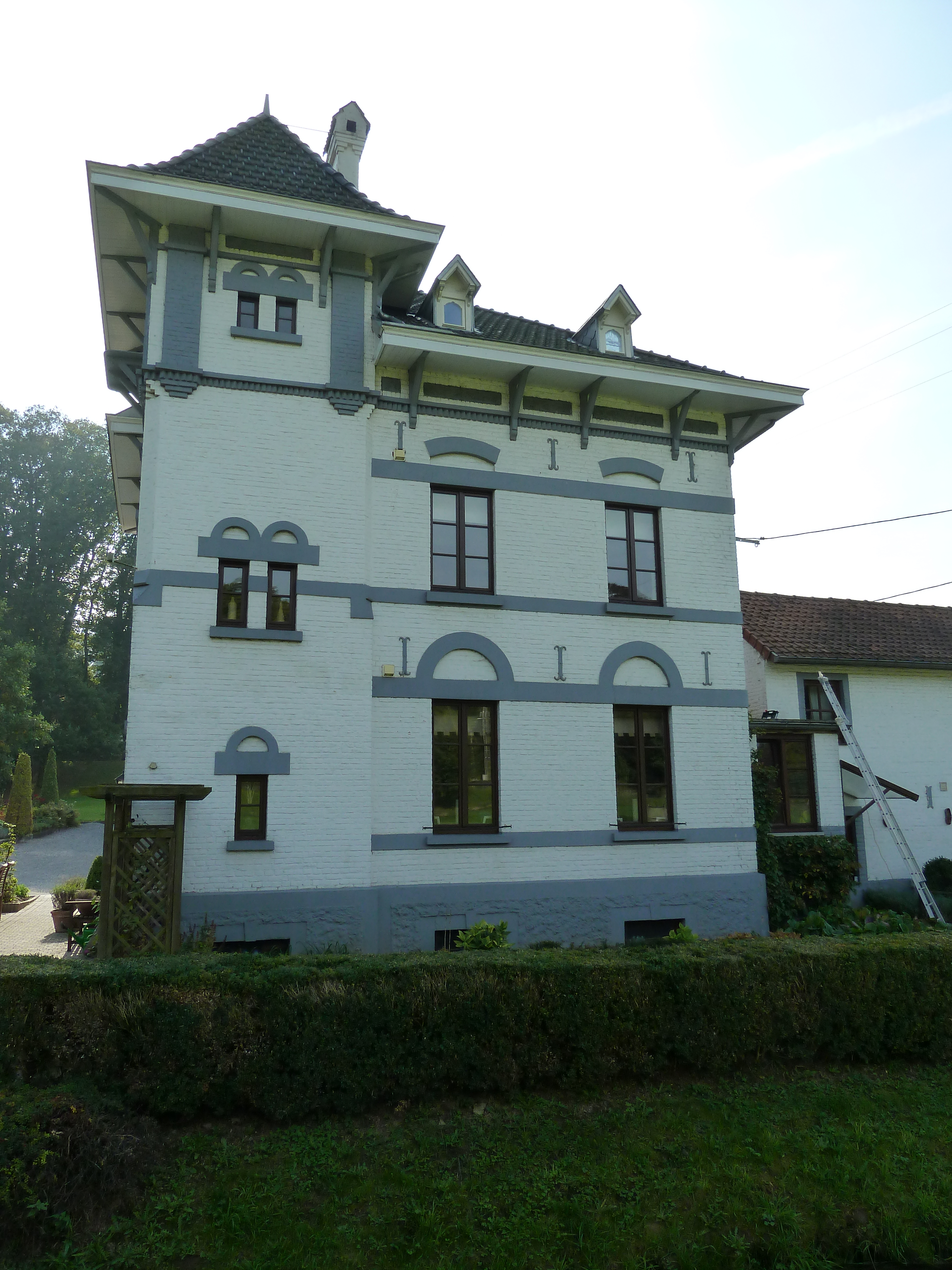
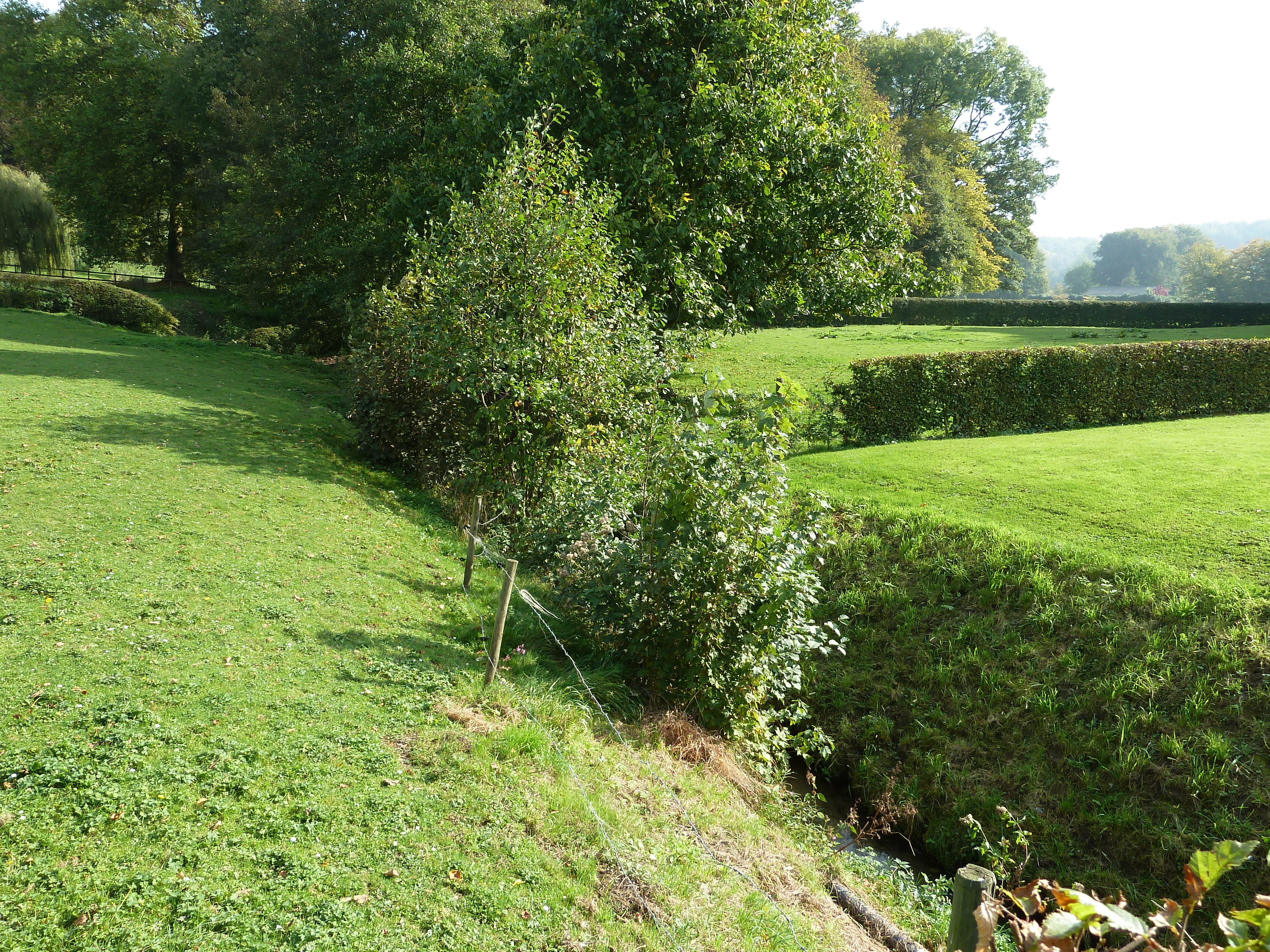
La Noor devant le moulin
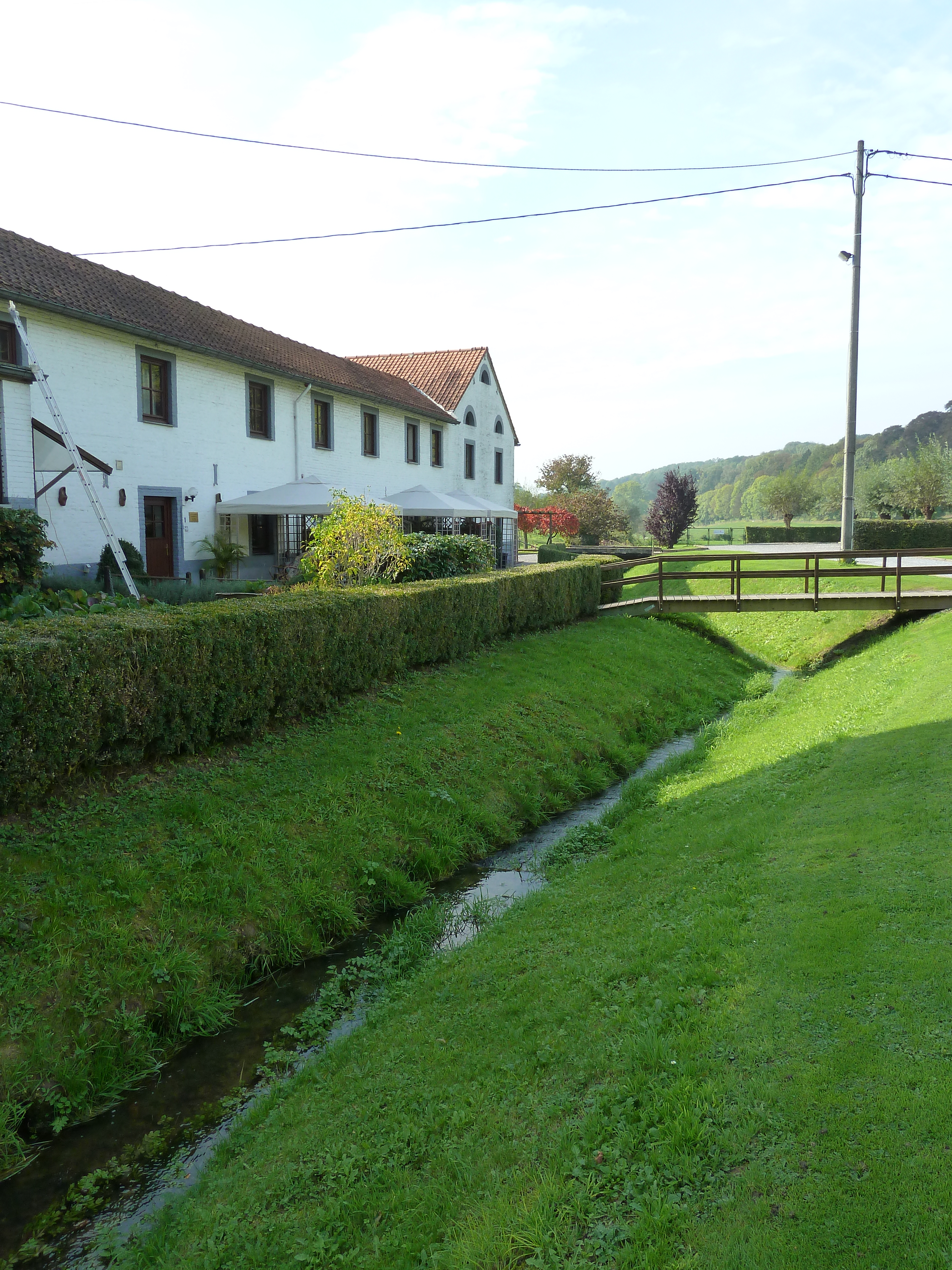
La Noor le long du moulin